# جون فرنسيس ناش
جون فرنسيس نـاش (بالإنجليزية: John Francis Nash)‏ هو شخصية أعمال أمريكي، ولد في 18 سبتمبر 1909، وتوفي في 29 أغسطس 2004.